# Cha-cha-cha
Cha-cha-cha je ogranak mamba i zapravo je mlada, umjetna tvorba. U ritmu mamba plesači su počeli izdvajati poseban zvuk unutar muzike, na koji su ljudi počeli plesati trostrukim korakom prozvavši ga trostruki mambo. S vremenom se razvio u zaseban ples, poznat pod današnjim imenom. Cha-cha-cha postaje popularan 1954. u Havani na Kubi. Ubrzo nakon toga se plesao i pridružio kao latinskoamerički ples po Europi. Naglasak je na prvom udarcu. Cha-cha-cha je brz i poletan ples. Od latinskoamerički plesova on se prvi uči i s vremenom se usavršava. Za pravilno otplesati taj ples trebaju se imati ravne noge, micati kukove (ali umjereno), početni korak u naprijed na prste. Pleše se prema podu.

## Vanjske poveznice
- http://www.norbi.biz.hr/cro/sport/ples/plesovi/la.asp  Arhivirana inačica izvorne stranice od 7. siječnja 2007. (Wayback Machine)